# 會德豐大廈

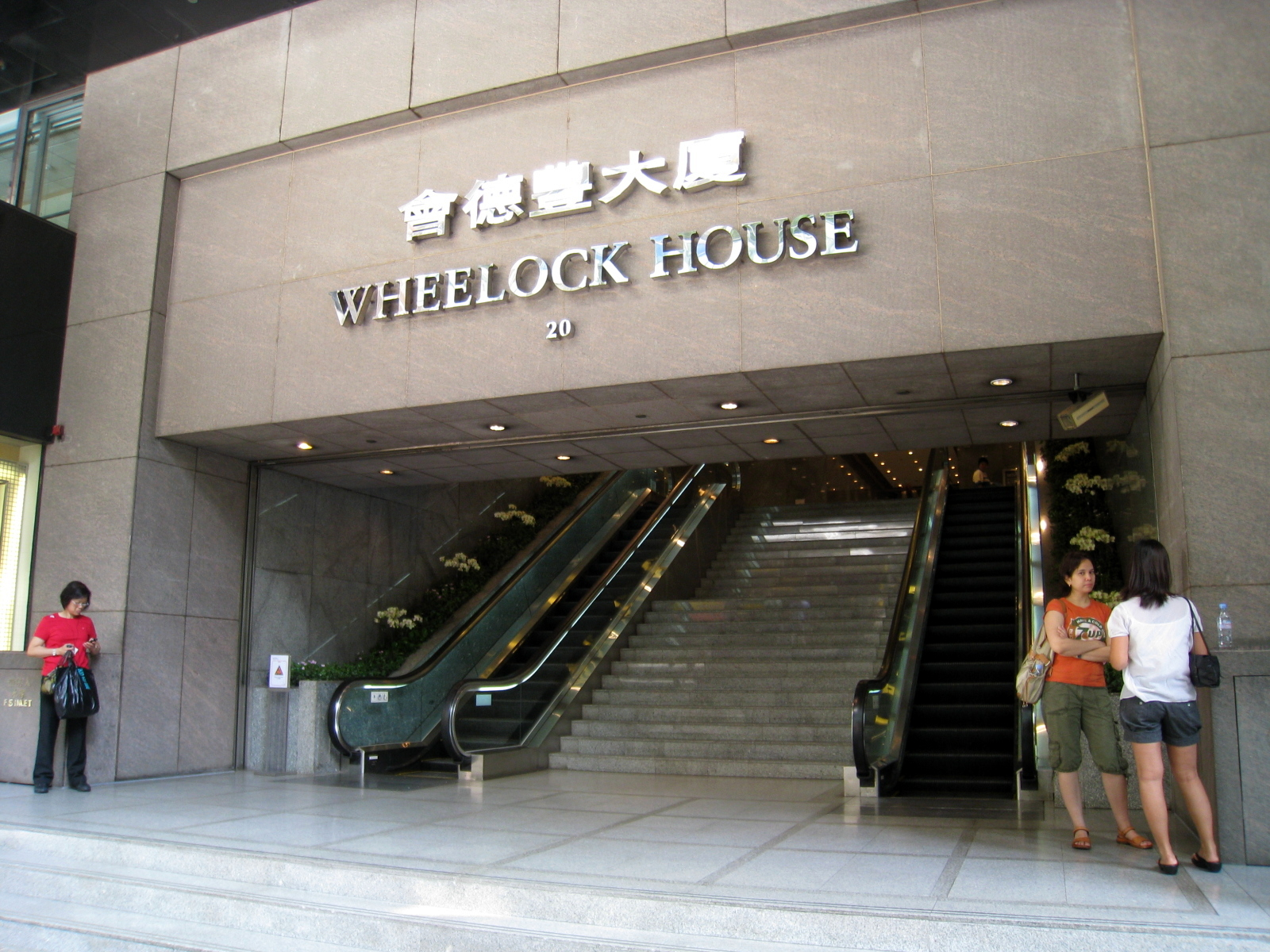
會德豐大廈入口

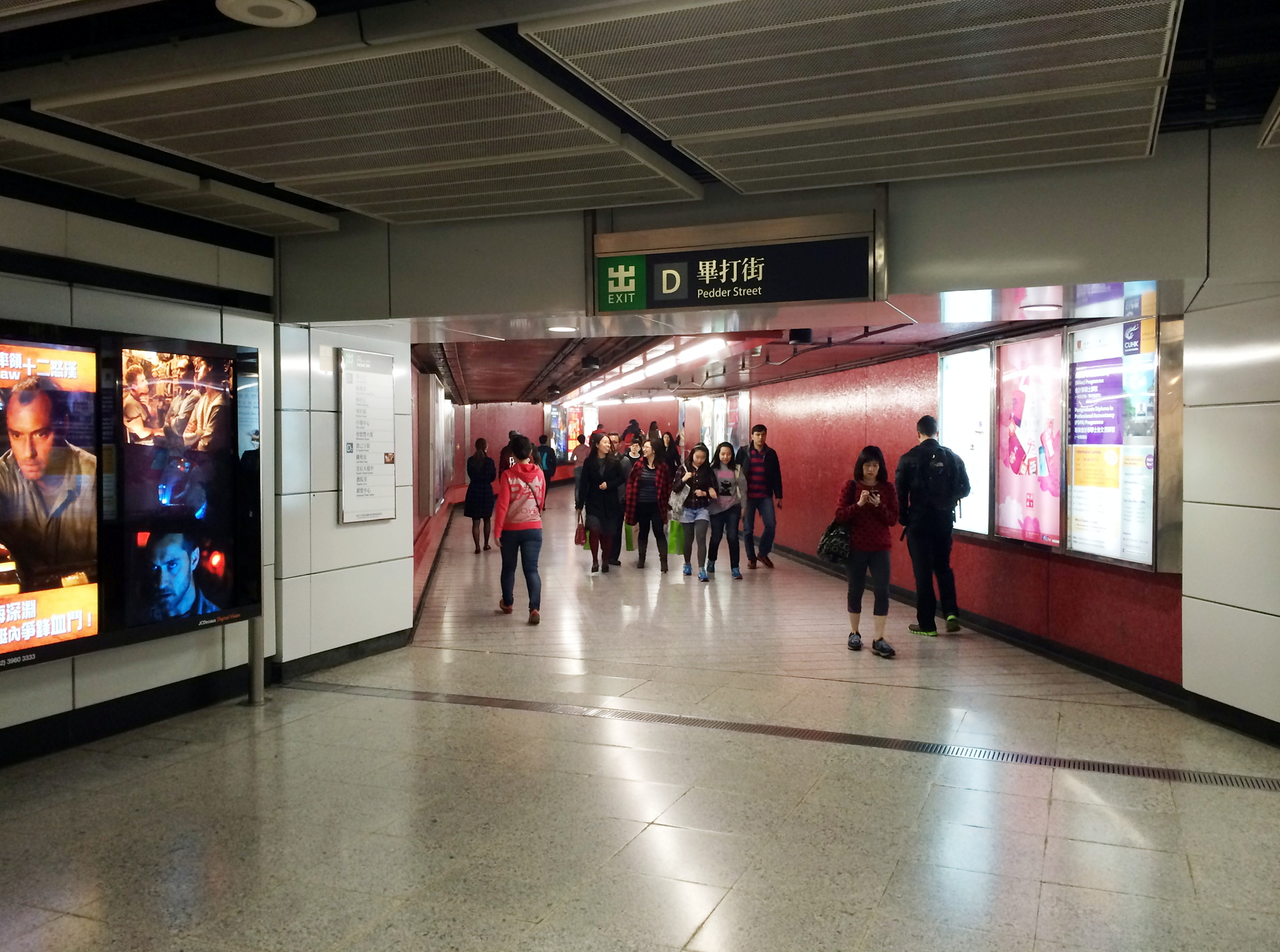
會德豐大廈地底下的港鐵行人通道

會德豐大廈，位於香港畢打街20號，是香港島中環甲級寫字樓，由會德豐地產及長江實業聯手發展（地役權歸會德豐地產，長江實業只擁有物業發展權）。大廈建成於1984年，樓高24層，建築師為王歐陽（香港）。

## 沿革
會德豐大廈所處位置，以前是舊渣甸洋行總部——渣甸大廈。據考證，渣甸洋行投得海傍道地皮後，於1841年建成第一代渣甸大廈。而第二代渣甸大廈則於1908年落成，其後又於1956年重建，成為「怡和大廈」（與現時的怡和大廈無關）。1977年2月，置地公司為統一地段以履行中環物業重建計劃修建置地廣場，向會德豐購入連卡佛行，並出售舊怡和大廈及畢打街14至16號的建築物，業權易手後建成現時的會德豐大廈。
2004年11月27日花旗銀行以3.9億元，向億都（國際控股）購回兩年前以1.84億元售出的畢打街20號會德豐大廈地庫A、地下A連外牆，實用面積8539方呎，呎價4.5萬元。
2016年3月15日，九龍倉集團以50.2億元現金向會德豐收購會德豐大廈3至24樓及以11.41億元現金向吳光正收購會德豐大廈地下C舖，總樓面面積約370.4平方米（3,987平方呎）

## 進駐公司
會德豐大廈地下設有多間商店。包括連卡佛旗下的 On Pedder 鞋店、交通銀行分行及開業多年的花旗银行，其前身租戶曾經是美國大通銀行、星展銀行等。大廈23樓是當時上市公司會德豐地產的寫字樓總部。 
有線財經資訊台於2006年在大廈3樓設「中環直播室」，面積約5,000平方呎，並作為新聞台其中一個辦公室，多個財經節目都在該處進行拍攝錄影，包括《Money Cafe》及《財經即時睇》等，方便在中環工作的嘉賓於該處做節目。2017年4月20日，永升亞洲將成為有線寬頻大股東後，九龍倉於同月28日決定將「中環直播室」停止運作。

## 鄰近
- 遮打道
- 德成行
- 中建大廈
- 環球大廈
- 置地廣場
- 遮打大廈

## 相關
- 會德豐
- 花旗银行
- 康業信貸快遞
- 香港有線電視新聞直播室

## 外部連結
- 會德豐大廈官方網頁 （页面存档备份，存于）